# Carmen Alborch
Carmen Alborch Bataller (Castellón de Rugat, Valencia; 31 de octubre de 1947-Valencia, 24 de octubre de 2018) fue una escritora española, política y senadora socialista. Fue ministra de Cultura durante la V Legislatura, la última del gobierno de Felipe González.

## Biografía
Carmen Alborch nació en el pueblo de Castellón de Rugat; fue la mayor de cuatro hermanos (Carmen, Miguel, Vicenta y Rafael). Cuando apenas tenía un año, sus padres, Rafael Alborch Cortell († 1996) y Vicenta Bataller Soler († 2012), se trasladaron a Valencia. Estudió Derecho en la Universidad de Valencia, se licenció en 1970 y se doctoró cum laude en 1973. Se casó y posteriormente se divorció. En dicha universidad, trabajó como profesora titular de Derecho mercantil y, más tarde, fue decana de la Facultad de Derecho. Durante toda su trayectoria pública fue una incansable luchadora por los derechos de las mujeres y la igualdad.
Fue socia de honor de la Asociación Clásicas y Modernas, y de la Asociación de mujeres investigadoras y tecnólogas (AMIT).
En su último discurso y en su libro Libertad, dejó dicho:

El feminismo es un patrimonio de las mujeres de todo el mundo y debería ser declarado Patrimonio Inmaterial de la Humanidad, porque creo que ha mejorado el mundo”.

Consideraba el feminismo como una actitud vital y dejó frases para vivir:

El feminismo es reivindicación, pero también es la energía que necesitamos para participar de todo lo que nos concierne individual y colectivamente”

O

Somos feministas, responsables, alegres y libres. Y todo esto contribuye a la dignidad de las mujeres”.

Falleció en Valencia el 24 de octubre de 2018, a causa de un cáncer.

## Trayectoria política

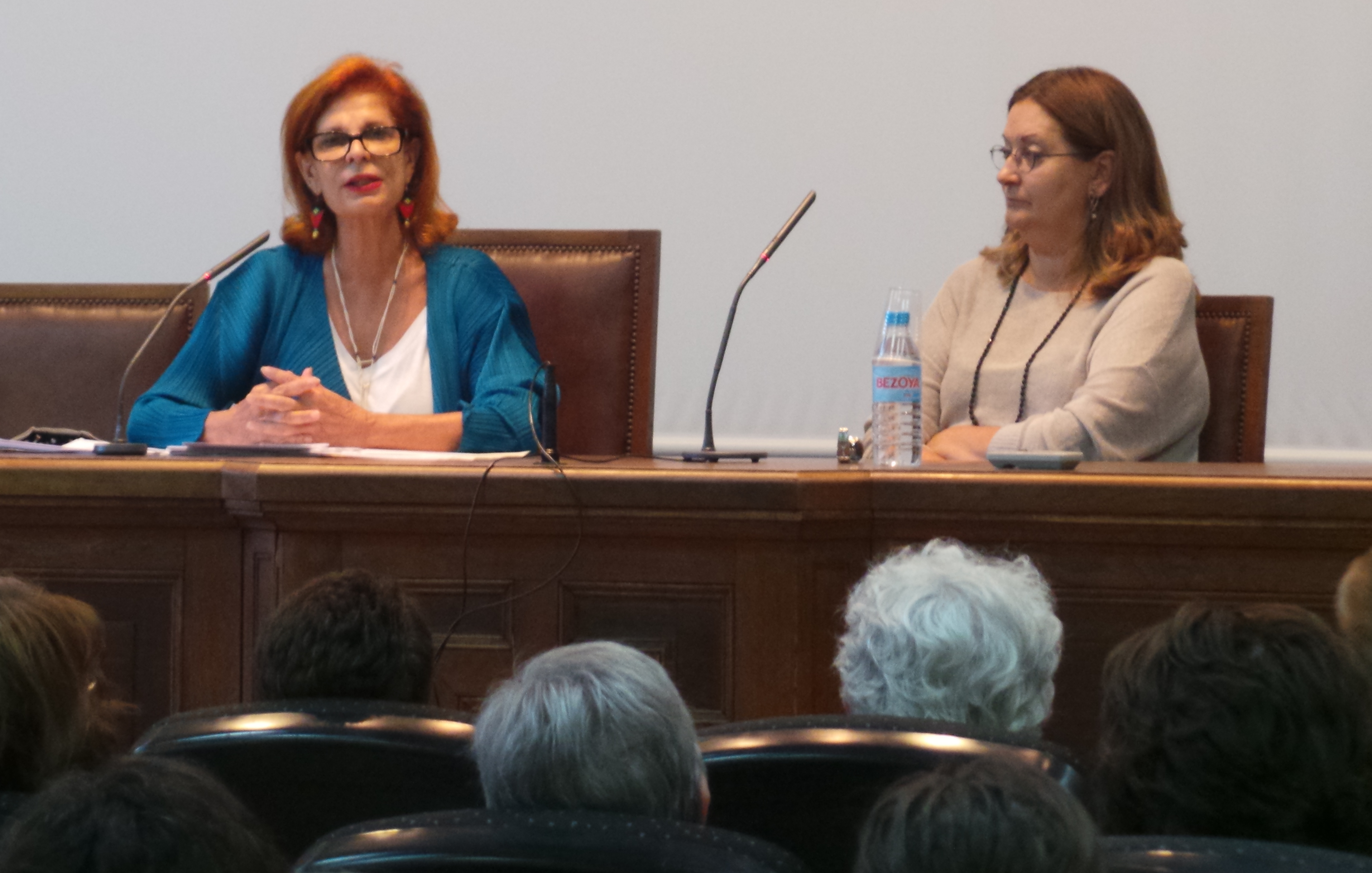
Carmen Alborch y Esperanza Bosch en la Universidad de Verano de Estudios de Género. Palma de Mallorca 2015

Fue directora general de Cultura de la Generalidad Valenciana y directora del Instituto Valenciano de Arte Moderno (IVAM). En 1993 Felipe González la nombró ministra de Cultura, cargo que ocupó durante la V Legislatura a pesar de que entonces no militaba en el PSOE. En la VI, VII y VIII Legislatura, fue diputada del PSOE por la circunscripción electoral de Valencia.
Fue candidata del PSPV-PSOE a la alcaldía de la ciudad de Valencia en las elecciones municipales de 2007 celebradas el 27 de mayo, pero perdió en favor de Rita Barberá, candidata del Partido Popular. Fue concejala y portavoz del PSPV-PSOE en el Ayuntamiento de Valencia, además de Secretaria Primera de la Mesa del Senado.
En las elecciones generales españolas de 2008 fue elegida senadora por Valencia, siendo la cuarta candidata más votada de la circunscripción. A su vez fue nombrada secretaria primera de la mesa del senado.
En las elecciones autonómicas de 2011 no se presentó, y en las generales del 20 de noviembre de 2011 revalidó su escaño en el senado, y pasó a ser secretaria tercera de la mesa de dicha institución.

## Obras publicadas
Fue autora de numerosos artículos sobre cultura, política y feminismo, escribió varios libros sobre la temática y participó en numerosos foros sobre derechos de las mujeres, feminismo e igualdad. En su último libro, Los placeres de la edad, denunció el doble patrón para medir la edad que afecta a la mujer con especial severidad.

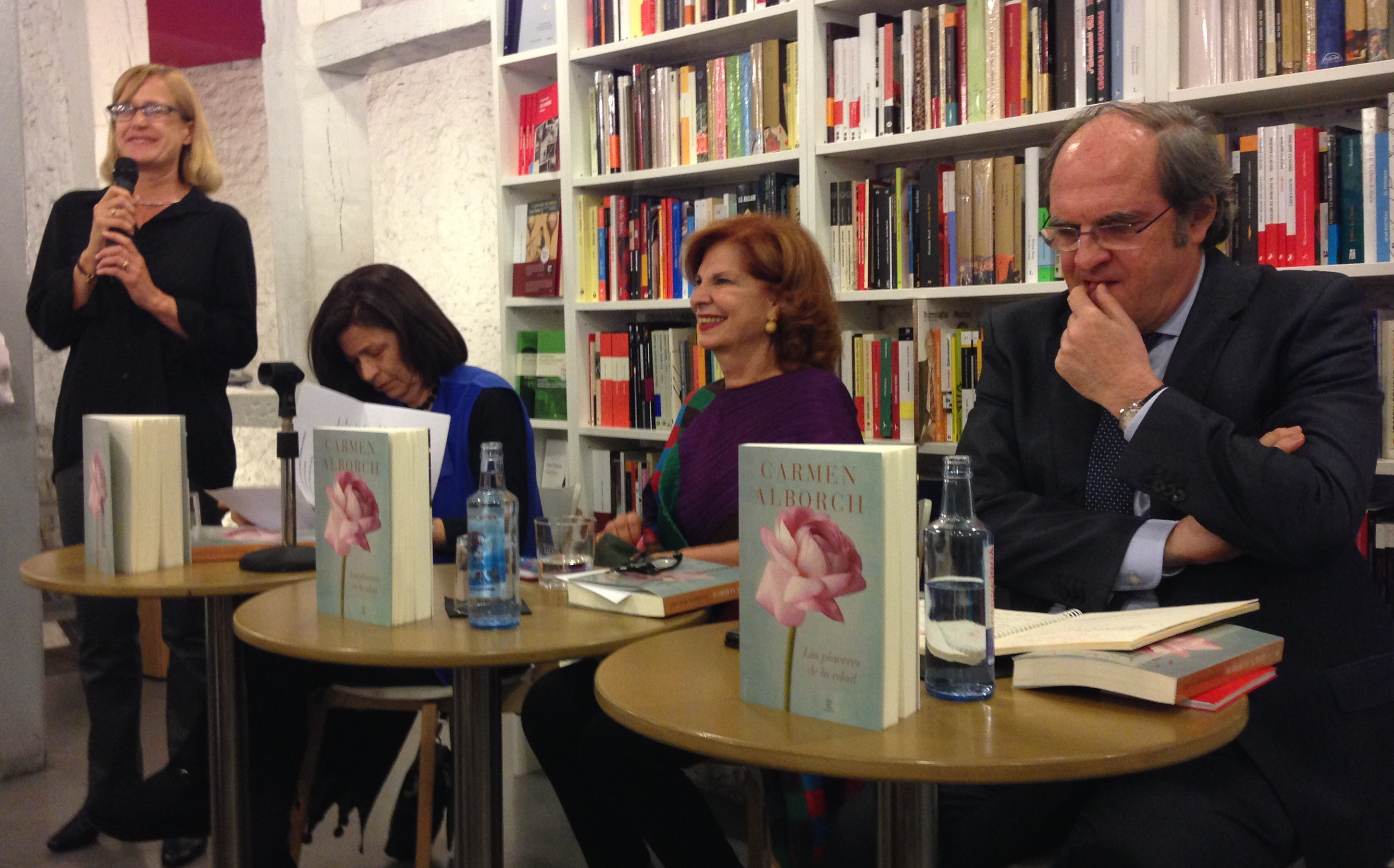
Presentación de Los placeres de la edad con Ángel Gabilondo y Carmen Martínez Ten. Madrid, junio de 2014

- Alborch, Carmen (1999). Solas: gozos y sombras de una manera de vivir. Ediciones Temas de Hoy, S.A. ISBN 978-84-7880-968-4.
- Alborch, Carmen (2002). Malas: rivalidad y complicidad entre mujeres. Aguilar. ISBN 978-84-03-09294-5.
- Alborch, Carmen (2004). Libres: Ciudadanas del mundo. Aguilar. ISBN 978-84-03-09507-6.
- Alborch, Carmen (2009). La ciudad y la vida. RBA Libros. ISBN 978-84-9867-655-6.
- Alborch, Carmen (2014). Los placeres de la edad. Espasa Libros. ISBN 978-84-6704-146-0.

Otras obras publicadas:
- Alborch, Carmen (1977). El derecho de voto del accionista: supuestos especiales. Editorial Tecnos. ISBN 978-84-309-0744-1.
- Alborch, Carmen (1985). Las sociedades financieras regionales en Italia. Fundación Juan March. ISBN 978-84-7075-307-7.

Como coautora:
- Alborch, Carmen; Perera, Fernando (1993). La ciudad hispanorromana. Àmbit Serveis Editorials, S.A. ISBN 978-84-87342-92-9.
- Alborch, Carmen; Perera, Fernando; Toyama, Atsuko (1994). Momoyama: la edad de oro del arte japonés. Àmbit Serveis Editorials, S.A. ISBN 978-84-87342-22-6.
- Alborch, Carmen; Perera, Fernando (1994). Centro y periferia: en la modernización de la pintura española, 1880-1918. Àmbit Serveis Editorials, S.A. ISBN 978-84-87342-93-6.

## Premios y distinciones honoríficas
Nacionales
- Dama Gran Cruz de la Real y Distinguida Orden de Carlos III (10/05/1996).[14]
- Premio Rosa Manzano 2007[15]
- Premio de Gabriela Sánchez Aranda 2009.
- Premio de Federación de Asociaciones de Mujeres Rurales 2012.
- Dama Gran Cruz de la Orden del Mérito Civil (12/02/2016).[16]
- Cruz de Honor de San Raimundo de Peñafort.
- Premio de Mujeres Progresistas.
- Académica de Honor de la Academia de las Artes y las Ciencias Cinematográficas de España.
- Premio Avanzando en Igualdad de la Federación de Empleados de Servicios Públicos (FeSP) de UGT-PV.
- Premio Generando Arte 2015 concedido por la Asociación Generando Arte de mujeres artistas.
- Patrona de honor del Teatro Real.
- Medalla de la Universitat de València, 2017.[17]
- Gran Cruz de Jaume I el Conqueridor y Alta Distinción de la Generalitat Valenciana (09/10/2018).[18][19]
- Patrona del Museo del Prado a título póstumo.[20]